# Заозёрное (Винницкая область)
Заозёрное (укр. Заозерне) — село на Украине, находится в Гайсинськом районе Винницкой области.
Код КОАТУУ — 0524381201. Население по переписи 2001 года составляет 930 человек. Почтовый индекс — 23664. Телефонный код — 4335.
Занимает площадь 0,273 км².

## Адрес местного совета
23664, Винницкая область, Гайсинский р-н, с. Заозёрное, ул. Октябрьская, 34